# This Heat
Pour leur premier album, voir This Heat (album).
This Heat est un groupe de post-punk, de rock expérimental et de musique industrielle britannique, originaire de Brixton, en Angleterre. Il est formé en 1976 par le multi-instrumentiste Charles Bullen et les musiciens Charles Hayward et Gareth Williams. Après avoir enregistré deux albums, considérés comme des chefs-d'œuvre, le groupe se sépare en 1982.

## Biographie
Le groupe est formé en janvier 1976 à Brixton (Londres) par Gareth Williams à la basse, aux claviers et au chant, Charles Hayward à la batterie et au chant et Charles Bullen à la guitare, à la clarinette, à l'alto et au chant,,.
Hayward et Bullen possèdent déjà une expérience d'une dizaine d'années au sein de groupes de rock progressif liés à l'école de Canterbury. Williams, quant à lui, n'a aucune formation musicale,. Ils ont pour slogan « Tous les processus possibles. Tous les canaux ouverts. Alerte vingt-quatre heures sur vingt-quatre ». Entre 1977 et 1981, ils enregistrent dans un ancien entrepôt frigorifique qu'ils surnomment le « Cold Storage »,.
Le groupe enregistre ses premières sessions pour l'émission de John Peel sur la BBC en 1977.
Leur premier album, This Heat, est enregistré entre 1976 et 1978 et mélange de l'improvisation libre à des structures rock. Il sort en 1979. Ils sortent ensuite le maxi Health and Efficiency en 1980. Gareth Williams quitte la formation en 1981, avant l'album Deceit, lorsqu'il part en Inde,.
Leur album Deceit, sorti en 1981, mélange post-punk, collages sonores, influences moyen-orientales, musique concrète, krautrock, industrielles et psychédéliques, vocaux intenses et passages de guitare atonaux dans une structure musicale qui transcende les conventions du jazz, des musiques du monde et du rock. Sur cet album, le groupe dénonce la guerre et la société de consommation. La pochette représente un champignon atomique et des figures politiques, tandis que les paroles abordent la guerre et la menace nucléaire. La chanson d'ouverture juxtapose des slogans publicitaires et fait références aux techniques de conditionnement comportemental.
En 1981, le groupe joue en première partie de U2 à Londres. Après avoir effectué une dernière tournée européenne avec deux remplaçants, le groupe se dissout en mai 1982,.
Les membres poursuivent ensuite des projets musicaux distincts mais reliés à leur héritage commun : Gareth Williams avec Mary Currie, Charles Bullen avec le projet Lifetones, et Charles Hayward avec The Camberwell Now. Pendant de nombreuses années, les enregistrements de This Heat sont difficiles à obtenir.
En 1996, leurs sessions enregistrées pour l'émission radio de John Peel paraissent sous le nom de Made Available: John Peel Sessions. Gareth Williams meurt d'un cancer en 2001, alors que This Heat envisage de se reformer.
En 2006, un coffret à tirage limité comprenant l'intégralité de l'œuvre du groupe, un disque d'enregistrements live et un livret informatif paraît. En 2016, le label Light in the Attic (en) réédite l'ensemble de leur catalogue. La même année, Charles Hayward et Charles Bullen reforment le groupe sous le nom This Is Not This Heat et se produisent avec plusieurs jeunes musiciens.

## Style musical
This Heat appartient aux genres post-punk,, industriel et rock expérimental et est inspiré par le krautrock, le dub, les musiques du monde, la musique concrète et le rock progressif.
C'est un groupe pionnier dans la manipulation de bandes magnétiques, qui utilise des éléments d'improvisation collective et incorpore non seulement guitare et batterie, mais aussi alto, mélodica, orgue, objets ménagers et jouets cassés.
Leur musique contient des commentaires politiques sur l'ère Ronald Reagan / Margaret Thatcher, la guerre froide, la menace nucléaire, la montée du conservatisme et du fascisme et la complaisance consumériste.
Leurs performances scéniques sont réputées pour leur intensité.

## Influence
Bien que peu connus de leur actif, de nombreux critiques reconnaissent que This Heat a inspiré d'autres artistes tels que Sonic Youth, Glenn Branca, Public Image Limited, Swans, Shellac, Black Dice, Lightning Bolt, Bästard, Minimal Compact, Jim O'Rourke et John Zorn. Le groupe préfigure le post-rock,,.

## Membres
- Charles Bullen- guitare, clarinette, alto, chant (1976–1982)
- Charles Hayward - batterie, claviers, chant (1976–1982)
- Gareth Williams - claviers, guitare, basse, chant (1976–1981)
- Trefor Goronwy - chant, basse, guitare, claviers (1982)
- Ian Hill - claviers (1982)

## Discographie
- 1978 : This Heat
- 1980 : Health and Efficiency (EP)
- 1981 : Deceit
- 1981 : Live in Krefeld
- 1993 : Repeat (compilation de sessions enregistrées en 1978)
- 2006 : Out of a Cold Storage (coffret 6 CD : discographie complète remasterisée)